# بيت أبو مهدي (أرحب)

تعديل مصدري - تعديل

بيت أبو مهدي هي إحدى قرى عزلة حبار بمديرية أرحب التابعة لمحافظة صنعاء، بلغ تعداد سكانها 311 نسمة حسب تعداد اليمن لعام 2004.